# Batcheba Louis
Batcheba Louis (født 15. juni 1997) er en kvindelig haitiansk fodboldspiller, der spiller angreb for franske FC Fleury 91 i Division 1 Féminine og Haitis kvindefodboldlandshold. I 2013 spillede hun for AS Tigresses i hjemlandet og blev her indtil slutningen af 2017. Derefter flyttede hun til Frankrig, hvor hun skrev under for Issy. Hun havde allerede gennemført et forsøg hos FC Metz i 2016, men handlen gik ikke igennem da klubben manglede kapital for transferen. Hun har været under kontrakt med FC Fleury 91 siden 2022.
Hun blev i juni 2023 udtaget til den officielle trup til VM i fodbold 2023 i Australien/New Zealand for Haitis landshold.